# メダン・トゥアンク駅
メダン・トゥアンク駅(Medan Tuanku)は、クアラルンプールにあるKLモノレールの駅のひとつ。

## 駅周辺
チョウ・キット駅からTuanku Abdul Rahman通りを南下してきた線路は、スルタン・イスマイル通りに入り、しばらく行くと駅がある。この駅からインビ駅まで路線はスルタン・イスマイル通り沿いに進む。

### ホテル
- Tune Hotel
- ホテル・インペリアル